# 繁盛村
繁盛村（はんせむら）は、かつて兵庫県中西部（西播磨地区）に存在していた村。宍粟郡に属した。
1956年、一宮町、三方村と合併し、新たに一宮町となったため、地方自治体として消滅した。
旧村域は現在の宍粟市一宮町の北半分のうち、東部に相当する。

## 概要
現在の宍粟市一宮町百千家満、上岸田、草木、千町、黒原、井内、横山、倉床に相当する。

## 沿革
- 1889年（明治22年）4月1日 町村制施行に伴い宍粟郡繁盛村発足。
- 1956年（昭和31年）9月30日 一宮町、三方村と合併し新たに一宮町が発足したため消滅。

## 教育
現在は各校とも廃校となっている。
- 繁盛村立繁盛中学校（現在は三方中学校、下三方中学校との統廃合により廃止）
- 繁盛村立繁盛小学校（三方小学校、下三方小学校との統廃合により廃止。現在、校舎はゲストハウスとして活用されている[1]。）